# Op Schok
Op Schok is een Vlaams televisieprogramma geproduceerd door DED's it Productions, uitgezonden op Ketnet.
Er moeten 5 proeven afgelegd worden in een groep van 4 samen met de presentator / presentatrice, als je deze 5 proefen samen perfect kan afleggen krijgen de kandidaten op het einde een Op Schok T-Shirt.
Het 2de seizoen was volledig in het teken van het milieu, met hetzelfde concept, op het einde kunnen ze de titel van Kyoto-Kid krijgen. Het eerste seizoen werd uitgezonden in 2007-2008 en het tweede in 2008-2009.

## Presentatie
| Presentator    | Seizoenen |
| -------------- | --------- |
| Jelle Cleymans | 1         |
| Kristien Maes  | 1-2       |

## Afleveringen

### Seizoen 1
- Het leger
- Transport
- Hoogte
- Koken
- Kunst
- Vuur
- Glamour
- Circus

### Seizoen 2
- Kyoto-kids in vervoering
- Kyoto-kids van de wind
- S.O.S.
- Kyoto-beach